# Qala
Qala – jedna z jednostek administracyjnych na Malcie. W 2005 roku liczyła 1609 mieszkańców. Na wschód od miejscowości znajduje się zabytkowa bateria Saint Anthony.